# 무신 (제후)
무신(武臣, ? ~ 기원전 208년)은 진나라 말기 농민 봉기 수령이자, 조나라 왕(趙王)이다. 진현 출생. 진승의 수하로서 따로 군사를 이끌고 옛 조나라 일대를 평정하였으며, 그곳을 기반으로 진승에게서 자립해 왕이 되었다. 부하 이량의 배반으로 목숨을 잃었다.

## 상세
진성 사람으로, 진승(陳勝)의 농민 봉기 후, 그의 부하가 되었다. 진여가 진승에게 따로 군사를 내어 옛 조나라 영토를 공격하도록 진언하자, 이를 받아들인 진승에게서 장군으로 임명돼 군사 3천 명을 이끌고 출진했다. 진승은 또 소소(邵騷)를 호군으로, 장이와 진여는 교위로 삼아 무신의 부하로 붙여주었다. 무신 등은 황하를 건너 옛 조나라 세력 일부를 흡수하여 이를 기반으로 여러 성을 굴복시켰다. 이후 범양 땅을 공격하려다, 범양령의 사람 괴철의 계책을 받아들여 범양령을 귀순시켰고, 이것이 알려지자 싸움 없이 옛 조나라 땅의 30여 성의 항복을 받아냈다. 옛 조나라 수도 한단을 점령한 후에 진승이 진나라를 공격하러 보낸 주문 등의 군대가 진나라 본토의 입구인 함곡관에서 장한에게 패배했다는 소식을 듣자 스스로 조나라의 왕을 칭했다. 식솔들이 이 소식을 들은 진승에게 잡혔으나, 석방되고 도리어 진승에게서 즉위를 축하하는 사절단의 방문을 받아 진나라 본토를 공격하라는 명령을 받았다.
진승의 명령을 무시하고 하북에서 세력을 넓히고자 해 한광에게는 옛 연나라 땅을 공격하게 하고, 이량에게는 상산 일대를, 장염에게는 상당을 공격하게 했다. 한광이 연나라 왕으로 추대되어 조나라에서 독립하자 장이와 진여와 함께 연나라를 공격했으나 순시 도중 연나라 군사에 사로잡혔다. 연나라 장수는 조나라 땅을 무신의 석방 조건으로 내세웠고, 시양졸이 연나라 장수를 설득하여 겨우 대가 없이 풀려났다. 한편, 이량이 상산을 평정하자 군사를 돌려 태원을 공격하게 했으나, 이량은 정형에서 진나라 군대에 가로막혀 진격하지 못하고 군사를 더 청하러 한단으로 갔다. 이때 무신의 누나가 이량을 무례히 대하자, 원래 무신보다 계급이 높던 이량은 원한을 품어 무신의 누이를 죽이고 한단성을 기습했다. 미처 대처하지 못한 무신은 소소와 함께 살해당했다.
장이와 진여는 수하들의 도움으로 겨우 빠져나와 조나라를 재건했고, 이량은 진여를 공격했으나 패배해 진나라 장군 장한에게 귀순했다.